# Бърда (река)
Бърда (Барда, Брда) (на полски: Brda) е река в Северна Полша (Поморско и Куявско-Поморско войводство), ляв приток на Висла. Дължина 238 km, площ на водосборния басейн 4627 km².

## Географска характеристика
Река Бърда изтича от езерото Смолове, разположено но 181 m н.в., на 7 km североизточно от град Мястко, в югозападната част на Поморско войводство. По цялото си протежение тече предимно в ююжна посока през Висленската низина в широка, плитка, залесена и заблатена долина, като в горното си течение преминава през множество проточни езера (Камиен, Орле, Щитно, Карсин и др.), които целогодишно регулират оттокът ѝ. Влива се отляво в река Висла, на 28,8 m н.в., в град Бидгошч, Куявско-Поморско войводство.
Водосборният басейн на Бърда обхваща площ от 4627 km², което представлява 2,33% от водосборния басейн на Висла. Речната ѝ мрежа е двустранно развита. На изток водосборният басейн на Бърда граничи с водосборния басейн на река Вда (ляв приток на Висла), на югозапад и запад – с водосборния басейн на река Одра, а на север – с водосборните басейни на реките Вепша и Слупя, вливащи се директно в Балтийско море. Основни притоци: Каменка и Семполна (десни) 
Бърда има ясно изразено пролетно пълноводие, дължащо се на снеготопенето и обилните валежи през сезона. Среден годишен отток в долното течение 31 m³/sec.

## Стопанско значение, селища
Река Бърда е плавателна на 13 km от устието си, като при 10-ия ѝ km започва Бидгошчския плавателен канал, който чрез реките Нотеч и Варта свърза реките Висла и Одра. Малко по-нагоре е изградена ВЕЦ. Голяма част от водите на реката се използват за битово и промишлено водоснабдяване, а горното ѝ течение и езерата през които протича са обект на воден туризъм. Долината ѝ е гъсто заселена, но предимно с малки населени места, като най-голямото селище е град Бидгошч, разположен в устието ѝ.